# Шандроваць
45°54′ пн. ш. 17°01′ сх. д. / 45.9° пн. ш. 17.01° сх. д.
Шандроваць (хорв. Šandrovac) — громада і населений пункт у Б'єловарсько-Білогорській жупанії Хорватії.

## Населення
Населення громади за даними перепису 2011 року становило 1 776 осіб. Населення самого поселення становило 710 осіб.
Динаміка чисельності населення громади:
Динаміка чисельності населення центру громади:

## Населені пункти
Крім поселення Шандроваць, до громади також входять:
- Ясеник
- Кашляваць
- Ласоваць
- Ласоваць Брдо
- Пупелиця
- Равнеш